# Georg Leberbauer
Georg Leberbauer (* 10. August 1926 in Obernberg am Inn; † 1. Januar 2016 in Salzburg) war ein österreichischer Politiker (ÖVP) und Landesbeamter. Er war von 1994 bis 1996 Mitglied des Bundesrates und von 1984 bis 1994 Landesobmann-Stellvertreter des Salzburger Seniorenbundes.

## Ausbildung und Beruf
Leberbauer absolvierte zunächst die Schulausbildung durch den Besuch der Pflichtschule und durchlief in der Folge zwischen den Jahren 1941 und 1943 eine Ausbildung zum Vermessungstechniker im Rahmen der Ausbildung bei der Agrarbehörde Salzburg und dem Flurbereinigungsamt in München. Er wurde danach während des Zweiten Weltkriegs zum Kriegsdienst eingezogen, wobei er als Funkmesstruppführer bei einer Flakbatterie des Reichsarbeitsdienstes eingesetzt wurde. Nach dem Ende des Zweiten Weltkriegs trat Leberbauer im Jahr 1945 als Agrarbeamter in den Dienst des Amtes der Salzburger Landesregierung, wobei er bis 1987 in dieser Position beschäftigt war.

## Politik und Funktionen
Leberbauer wurde Mitglied der Österreichischen Volkspartei und begann seine politische Karriere in der Kommunalpolitik. Er engagierte sich in der Gemeinde Wald im Pinzgau und wurde dort 1984 zum Mitglied des Gemeinderates von Wald gewählt. Leberbauer war in der Folge bis 1994 als Gemeinderat in Wald aktiv. Sein zweites politisches Mandat übernahm Leberbauer am 2. Mai 1994, als er von der Salzburger Volkspartei zum Mitglied des Bundesrates gewählt worden war. Er schied am 3. April 1996 auf eigenen Wunsch aus dem Bundesrat aus, wobei er sich zu dieser Zeit in gesundheitlicher Rehabilitation befand. Innerparteilich war Leberbauer zwischen 1989 und 1997 als Stellvertretender Bezirksparteiobmann der ÖVP Pinzgau tätig, des Weiteren war er im ÖVP-nahen Österreichischen Seniorenbund aktiv. Hier übte er zwischen 1984 und 1994 das Amt des Landesobmann-Stellvertreters des Salzburger Seniorenbundes aus und war danach ab 1994 Mitglied des Präsidiums des Salzburger Seniorenbundes. Des Weiteren war Leberbauer ab 1978 Mitglied des Lions Clubs Mittersill.

## Auszeichnungen
- Ehrentafel der Gemeinde Bramberg am Wildkogel (1982)
- Goldenes Verdienstzeichen des Landes Salzburg (1991)
- Silbernes Verdienstzeichen des Landes Salzburg